# میان آتش و عشق
میان آتش و عشق (انگلیسی: Twixt Love and Fire) یک فیلم کمدی صامت کوتاه به کارگردانی جرج نیکولز است که در سال ۱۹۱۴ منتشر شد.

## بازیگران
- راسکو آرباکل
- پگی پیرس
- چارلز آوری
- هارولد لوید